# Estadio Hongkou
El estadio Hongkou (en chino tradicional, 虹口 足球场; en chino simplificado, 虹口 足球场; pinyin, Hóngkǒu Zúqiúchǎng) es un estadio de fútbol de Shanghái, China. Situado en el Distrito de Hongkou, el estadio tiene una capacidad de 33 060 personas. El estadio fue reconstruido en 1999.
El estadio cuenta con 3 pistas de squash en su interior y un rocódromo, que fue reconstruido a principios de 2009. Actualmente se utiliza sobre todo para partidos de fútbol y es el estadio del equipo local Shanghái Greenland Shenhua, club de la Superliga de China. Fue sede de la Copa Mundial Femenina de Fútbol de 2007 en donde albergó ocho partidos incluida la final del torneo.

## Transporte
Al estadio se puede llegar por la línea 3 y 8 del Metro de Shanghái y llegar a la estación del estadio.

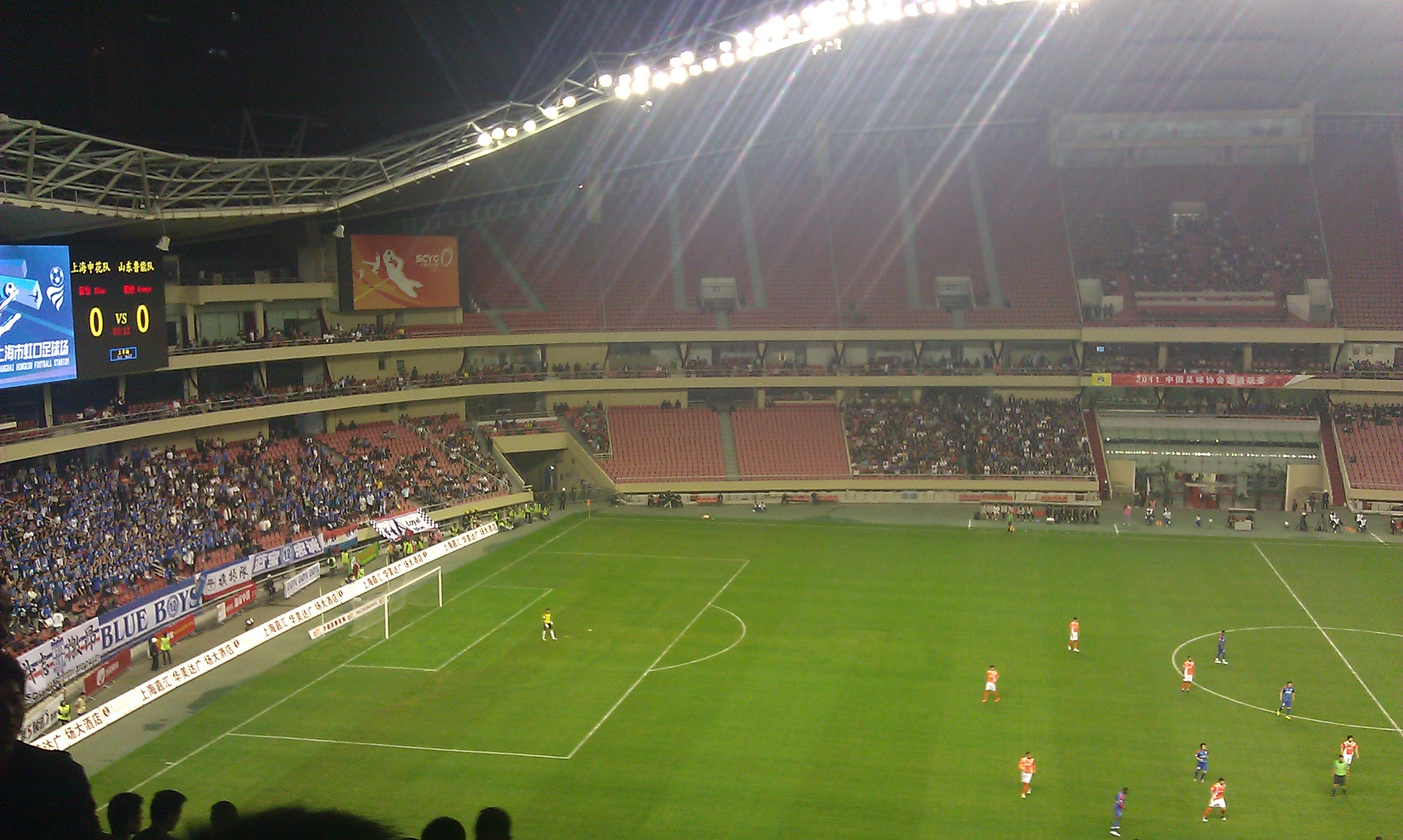
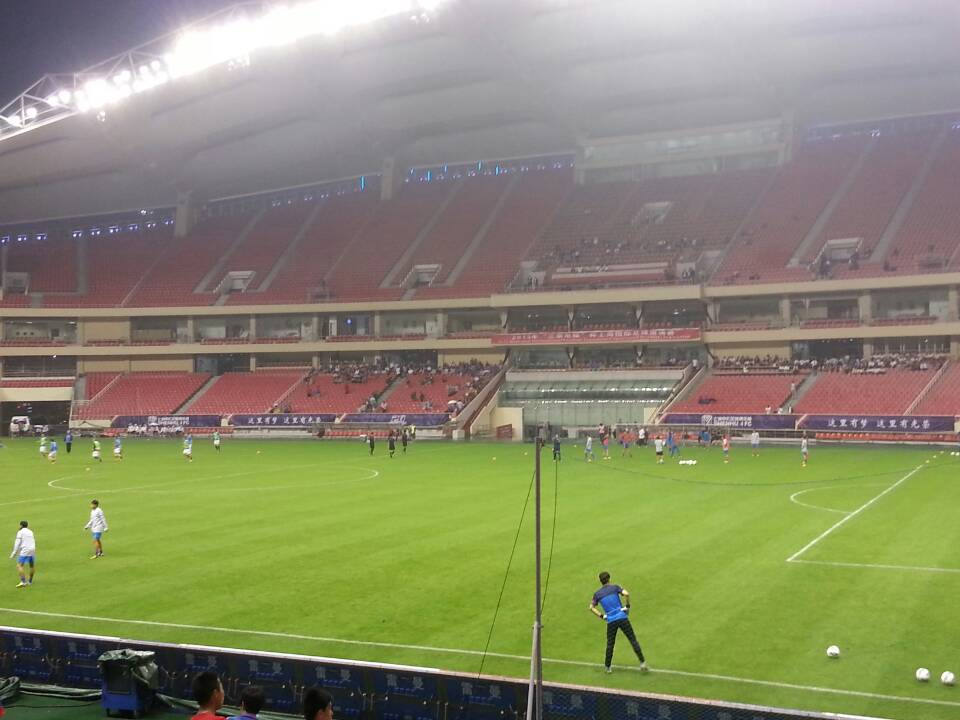